# Lucas Bros. Moving Co.
Lucas Bros. Moving Co. è una serie televisiva animata statunitense del 2013, creata e sceneggiata da Kenny e Keith Lucas e diretta da Ben Jones. La serie si incentra sui fratelli Lucas, che gestiscono una ditta di traslochi dal proprio furgone. La serie è liberamente basata sulle esperienze degli stessi creatori come installatori televisivi via cavo.
La serie è stata trasmessa per la prima volta negli Stati Uniti su Fox dal 23 novembre 2013 al 1º marzo 2014. La serie è stata rinnovata per una seconda stagione che è stata trasmessa su FXX dal 27 ottobre 2014 al 4 giugno 2015,

## Trama
La serie ruota attorno ai gemelli Kenny e Keith Lucas, che gestiscono una ditta di traslochi chiamata "Lucas Bros Moving Co" a Greenpoint, a Brooklyn. L'azienda viene gestita sopra il furgone del loro zio, ricevuto dopo la sua morte. I due consumano frequentemente marijuana, dimostrando quindi di avere un comportamento calmo durante le varie scappatelle causate dal loro lavoro.

## Episodi
| Stagione         | Episodi | Prima TV USA | Prima TV Italia |
| ---------------- | ------- | ------------ | --------------- |
| Prima stagione   | 6       | 2013-2014    | inedita         |
| Seconda stagione | 11      | 2014-2015    | inedita         |

## Produzione
La serie vede protagonisti i fratelli Lucas, controparti animate di Kenny e Keith Lucas. Inizialmente, i due gemelli dovevano lavorare come installatori per una compagnia via cavo, lavoro che i fratelli Lucas occupavano precedentemente nella vita reale. Secondo Keith, questa idea è stata scartata poiché aveva similitudini con The Cleveland Show, un'altra serie animata trasmessa dalla Fox.
Commentando il processo di scrittura, Keith lo ha definito "fantastico", citando i membri del cast Nick Weidenfeld, Dave Jeser e Matt Silverstein come loro guida. Kenny ha esortato a "fidarsi del processo [di scrittura] e non andare avanti da solo", mentre Keith ha raccomandato di essere stato paziente con le modifiche di alcune scene giù per parte.
Kenny e Keith sono grandi fan dell'animazione, infatti, secondo Keith, le loro serie animate preferite sono Clone High, King of the Hill e The Life & Times of Tim.